# Fausta Bergamotto
Fausta Bergamotto (L'Aquila, 28 luglio 1968) è una politica italiana, sottosegretario di Stato al Ministero delle imprese e del made in Italy dal 2 novembre 2022.

## Biografia
Nata all'Aquila nel 1968, si laureò in giurisprudenza presso l'Università degli Studi "Gabriele d'Annunzio". Intraprese quindi la carriera di dirigente-funzionaria statale.
Iniziò a lavorare presso la Presidenza del Consiglio dei ministri nel 2004, dapprima nel dipartimento per le politiche comunitarie – ufficio concorrenza e politiche di coesione fino al 2008, poi nel dipartimento per le politiche di gestione e di sviluppo delle risorse umane fino al 2016 e, infine, nel diparitmento per il personale - ufficio trattamento giuridico, contenzioso e politiche formative come coordinatrice del servizio.

### Attività politica
Entrò in politica nel 2019, diventando il 26 marzo assessora del comune dell'Aquila all'interno della giunta di Pierluigi Biondi con deleghe al personale, alle partecipate, alla valorizzazione del patrimonio, alle politiche del credito, contenzioso e avvocatura, incarico mantenuto fino alla fine della Consiliatura il 30 giugno 2022.
Il 31 ottobre 2022 è stata nominata sottosegretaria di Stato al Ministero delle imprese e del made in Italy nel governo Meloni, entrando in carica il 2 novembre successivo.